# Richard Peirse
Richard Edmund Charles Peirse (30 septembre 1892 - 5 août 1970) est un Air Chief Marshal de la Royal Air Force pendant la Seconde Guerre mondiale.

## Décorations
- Distinguished Service Order – 10 avril 1915[1]
- Air Force Cross – 1er janvier 1919.
- Croce di Guerra par le roi d'Italie pour services rendus dans le bassin méditerranéen – 1er avril 1919
- Companion of the Order of the Bath – 6 novembre 1936[1]
- Knight Commander of the Order of the Bath – 11 juillet 1940[1]
- Order of Polonia Restituta, 2nd Class[1] (Pologne) – 29 mai 1942
- Grand Cross of the Order of Orange-Nassau[1] (Pays-Bas) – 12 janvier 1943.
- Commander of the Legion of Merit (USA)[1] – 15 mars 1946
- Cloud and Banner Decoration (Third Grade) (Chine)[1] – 29 juillet 1947
- Mentioned in Despatches (3) – 17 février 1915, 3 juin 1918 et le 3 décembre 1942.